# 1,1,1,2,3,3,3-Heptafluorpropan
1,1,1,2,3,3,3-Heptafluorpropan (R 227ea) ist eine chemische Verbindung aus der Gruppe der Fluorkohlenwasserstoffe (FKW).

## Eigenschaften
1,1,1,2,3,3,3-Heptafluorpropan ist ein nicht brennbares farbloses Gas mit etherischem Geruch. Bei niedrigen Konzentrationen existiert nur eine geringe Warnwirkung. Das Gas ist schwerer als Luft und bei hohen Konzentrationen besteht Erstickungsgefahr. Wie bei allen FKWen kann sich bei der Zersetzung an Luft – vorwiegend bei Bränden – Fluorwasserstoff bilden. Es besitzt eine kritische Temperatur von 101,9 °C, einen kritischen Druck von 29,5 bar, eine kritische Dichte von 0,592 g/cm³, ein Treibhauspotenzial von 3860 und ein Ozonabbaupotenzial von 0.

## Verwendung
1,1,1,2,3,3,3-Heptafluorpropan wird als Kältemittel eingesetzt.